# Слейтон-Хьюз, Хелен
Хе́лен Сле́йтон-Хьюз (англ. Helen Slayton-Hughes; 30 октября 1930, Глен-Ридж, Нью-Джерси — 8 декабря 2022) — американская актриса

, наиболее известная ролью Этель Биверс в телесериале «Парки и зоны отдыха».

## Биография и карьера
В семье Хелен множество артистов. Питер Динклейдж — её двоюродный брат. Её мать, Хелен Пир (в замужестве Слейтон) и тёти Флоренс Пир (в замужестве Динклейдж) и Эдна Пир (в замужестве Кардинелл) использовали фамилию «Пьер», когда они выступали в мюзиклах Джорджа М. Кохана, прежде чем выйти замуж. Её брат Ричард провёл всю свою карьеру в цирке.
Хелен имеет степень бакалавра в области драмы от Сиракузского университета и степень магистра в области коммуникаций от Политехнического института Ренсселера.
Она провела около сорока лет, выступая в театрах в более чем двухсот играх и мюзиклах.
У неё было четверо детей и шесть внуков.
Писала сценарии. В декабре 2015 года она и её коллега-композитор Дана Льюис Хауэлл создали одноактную оперу «Рахиль, Дочка кормильца», выпущенную в Школе Св. Иоанна Юдса, Чатсуорт, с оркестром. В течение последних лет они работали вместе над музыкальной адаптацией романа Джона Стреттона Портера «Девушка из Либерллости» (в 2015 году Хелен также написала сценарий художественного фильма, адаптированного по той же книги), а в 2016 году она разработала свой первый короткометражный фильм «Посвящение в прачку Эрика Сати».
Скончалась 8 декабря 2022 года.

## Избранная фильмография
| Год  |   | Русское название      | Оригинальное название | Роль               |
| ---- | - | --------------------- | --------------------- | ------------------ |
| 2008 | с | Отчаянные домохозяйки | Desperate Housewives  | пожилая женщина    |
| 2010 | с | Милые обманщицы       | Pretty Little Liars   | миссис Поттер      |
| 2013 | с | Настоящая кровь       | True Blood            | Кэролайн Белльфлёр |